# Neutralità della Svizzera
La neutralità della Svizzera è uno dei principi fondamentali della politica estera della confederazione, secondo il quale la Svizzera non deve essere coinvolta in conflitti armati o politici tra altri Stati. Questa politica è autoimposta ed è progettata per garantire la sicurezza esterna e promuovere la pace.
La Svizzera ha la più antica politica di neutralità militare del mondo; non ha partecipato a una guerra straniera da quando la sua neutralità è stata stabilita dal Trattato di Parigi nel 1815.
Sebbene le potenze europee (Austria, Francia, Regno Unito, Portogallo, Prussia, Russia, Spagna e Svezia) abbiano concordato al Congresso di Vienna del maggio 1815 che la Svizzera dovesse essere neutrale, la ratifica finale è stata ritardata fino a dopo la sconfitta di Napoleone Bonaparte in modo che alcune forze della coalizione potessero invadere la Francia attraverso il territorio elvetico.
Il paese ha una storia di neutralità armata che risale alla Riforma Protestante promossa da Ulrico Zwingli; non è in stato di guerra a livello internazionale dal 1815 e non è entrato a far parte delle Nazioni Unite fino al 2002. Persegue una politica estera attiva ed è spesso coinvolto in processi di costruzione della pace in tutto il mondo.

## Origini
Gli inizi della neutralità svizzera possono essere fatti risalire alla sconfitta della Vecchia Confederazione nella battaglia di Marignano nel settembre 1515 o al trattato di pace firmato dalla Confederazione Svizzera con la Francia il 12 novembre 1516. Prima di questi eventi, la Confederazione Svizzera aveva una politica estera espansionistica.
La pace di Westfalia del 1648 fu un altro passo importante nello sviluppo della neutralità della Svizzera. Ad altri paesi non fu permesso di attraversare il territorio svizzero e la Confederazione divenne legalmente indipendente dal Sacro Romano Impero, anche se lo era de facto già dal 1499.
L'invasione della Svizzera da parte della Prima Repubblica francese nel 1798 culminò nella creazione di uno stato satellite chiamato Repubblica Elvetica. Sebbene la costituzione svizzera del 1798 e l'Atto di mediazione del 1803 stabilissero che la Francia avrebbe protetto l'indipendenza e la neutralità della Svizzera, queste promesse non furono mantenute. Con quest'ultimo atto, la Svizzera firmò un trattato di alleanza difensiva con la Francia.  Durante la Restaurazione, la costituzione della Confederazione Svizzera e il Trattato di Parigi sulla neutralità della Svizzera affermarono la neutralità del paese.
La datazione della neutralità al 1516 è contestata dagli storici moderni. Prima del 1895 nessuno storico citava la battaglia di Marignano come l'inizio della neutralità. La successiva retrodatazione deve essere vista alla luce delle minacce di diverse grandi potenze nel 1889 di revocare la neutralità concessa alla Svizzera nel 1815. Una pubblicazione di Paul Schweizer, intitolata Geschichte der schweizerischen Neutralität ha tentato di dimostrare che la neutralità svizzera non è stata concessa da altre nazioni, ma fu una decisione presa dagli svizzeri e quindi non poteva essere revocata da altri. La successiva pubblicazione omonima di Edgar Bonjour, pubblicata tra il 1946 e il 1975, ha ampliato questa tesi.

## Le guerre mondiali

### Prima guerra mondiale

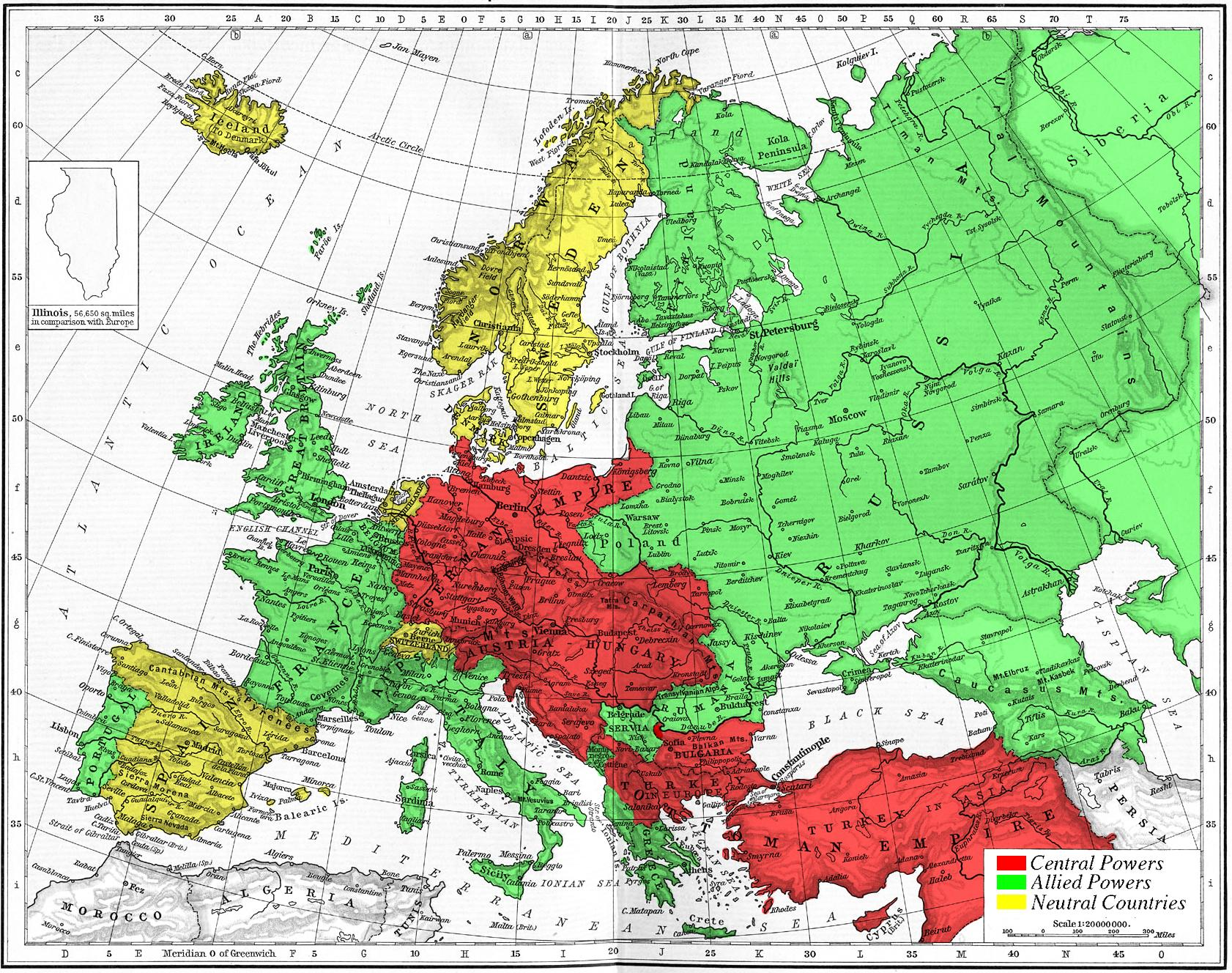
L'Europa nel 1910 con le alleanze della prima guerra mondiale evidenziate. La Svizzera (gialla) si è trovata circondata da membri di alleanze opposte

Durante la prima guerra mondiale, la Svizzera sostenne la sua politica di neutralità nonostante condividesse i confini terrestri con due delle potenze centrali (Germania e Austria-Ungheria) e due delle potenze alleate (Francia e Italia). La maggioranza di lingua tedesca in Svizzera ha generalmente favorito le potenze centrali mentre le popolazioni di lingua francese ed italiana hanno favorito le potenze alleate. Ciò accese tensioni interne; tuttavia, il paese fu in grado di mantenere la sua neutralità.
Nel 1917 la neutralità della Svizzera fu messa in discussione dal caso Grimm-Hoffmann. Robert Grimm, un politico socialista svizzero, visitò la Russia nel tentativo di negoziare un accordo di pace separato tra Russia e Germania, al fine di porre fine alla guerra sul fronte orientale nell'interesse del socialismo. Grimm fu inviato da Arthur Hoffman, un consigliere federale svizzero che era responsabile del Dipartimento politico e dirigeva il ministero degli Esteri. Tuttavia, Hoffman non aveva consultato i suoi colleghi consiglieri su questa iniziativa e quando un telegramma inviato tra Grimm e Hoffman fu reso pubblico, le potenze alleate si indignarono.

### Periodo tra le due guerre
La Società delle Nazioni riconobbe formalmente la neutralità svizzera il 13 febbraio 1920. Sebbene questa politica non fosse universalmente ammirata, fu rispettata da altri paesi. Come tributo, l'organizzazione mondiale scelse Ginevra come quartier generale. Esentava anche la Svizzera dagli obblighi militari. Tuttavia, il paese fu costretto a partecipare alle sanzioni economiche preservando al contempo la sua neutralità militare, una politica inizialmente accolta con favore per fondere solidarietà svizzera con gli sforzi internazionali per promuovere un ordine mondiale di pace. Nel marzo 1938, tuttavia, il governo svizzero, divenuto sempre più avverso a questo tipo di neutralità, tornò alla neutralità assoluta. Il cambiamento non fu solo un caso di rivalutazione da parte degli svizzeri delle loro politiche tradizionali, ma fu anche attribuito al deterioramento delle relazioni economiche e politiche europee in un periodo precedente la seconda guerra mondiale.

Avviso di mobilitazione generale di guerra durante la seconda guerra mondiale, 1939

### Seconda guerra mondiale
La Svizzera si trovò completamente circondata dalle potenze dell'Asse e dal territorio controllato dall'Asse per la maggior parte della seconda guerra mondiale. La Germania nazista pianificò l'invasione della Svizzera e la Svizzera si preparò a tale possibilità. Furono quindi mobilitati 850.000 soldati. Sotto la guida di Henri Guisan, la Svizzera sviluppò il suo Ridotto nazionale in caso di invasione.
Sebbene la Svizzera sia stata criticata da molti per la sua posizione ambigua durante il secondo conflitto mondiale, la sua neutralità è stata apprezzata in diverse occasioni sia dai leader europei che non europei.
Dal 1943 la Svizzera fermò gli aerei americani e britannici, principalmente bombardieri, che sorvolavano il Paese durante la seconda guerra mondiale. In numerose occasioni durante la guerra, aerei alleati sconfinarono nello spazio aereo svizzero; per lo più i bombardieri alleati danneggiati di ritorno da incursioni in Italia e Germania i cui equipaggi preferivano l'arresto da parte degli svizzeri piuttosto che diventare prigionieri di guerra. Oltre un centinaio di equipaggi di aerei alleati furono internati e collocati in stazioni sciistiche lasciate abbandonate per mancanza di turisti dopo lo scoppio della guerra. Dovevano essere trattenuti lì fino alla fine del conflitto. Almeno 940 aviatori americani tentarono di fuggire in Francia dopo l'invasione della Normandia, ma le autorità svizzere intercettarono 183 internati. Oltre 160 di questi aviatori furono incarcerati in un campo di prigionia svizzero noto come Wauwilermoos, che si trovava vicino a Lucerna e comandato da André Béguin, un ufficiale svizzero filonazista. Gli internati americani rimasero a Wauwilermoos fino al novembre 1944, quando il Dipartimento di Stato statunitense protestò contro il governo svizzero e alla fine ne assicurò il rilascio.

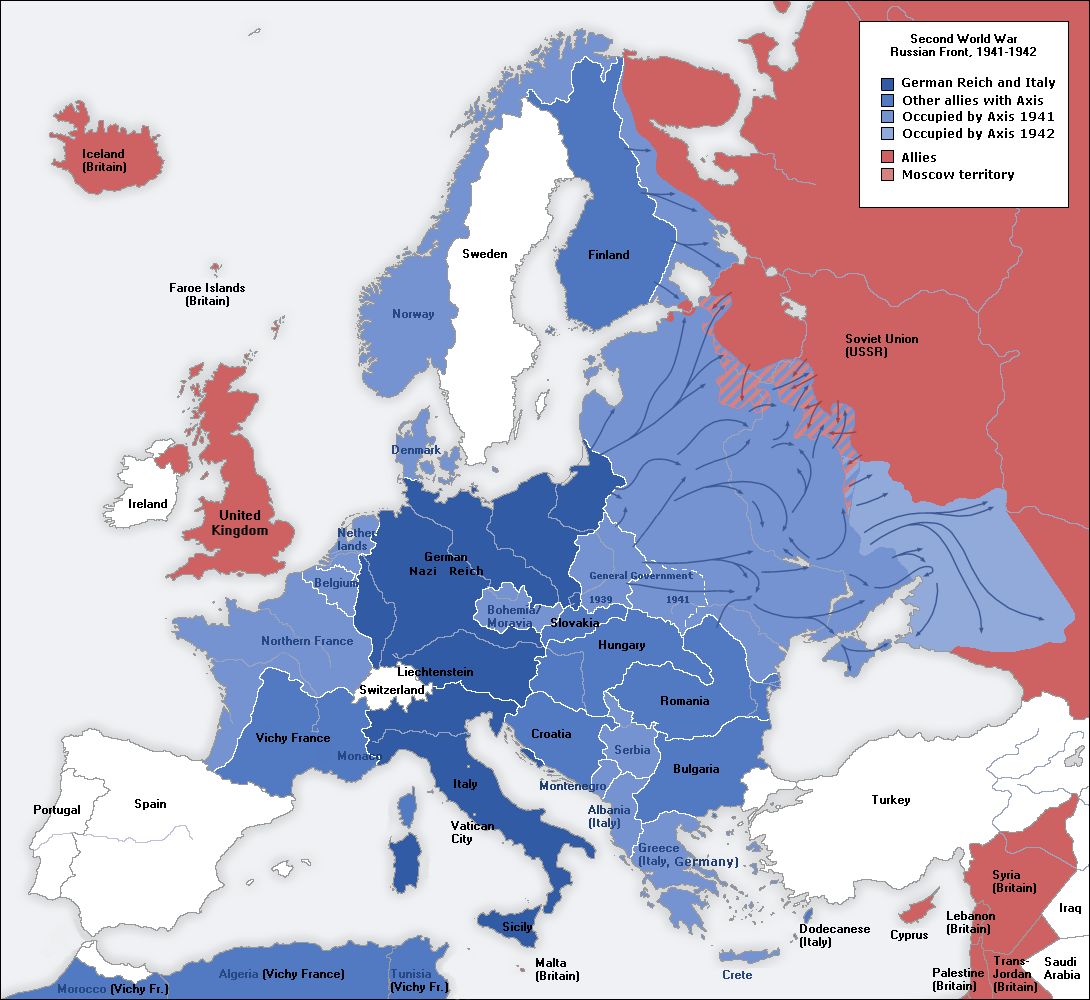
La Svizzera è stata circondata dal territorio controllato dalle potenze dell'Asse dal 1940 al 1944.

La Svizzera era circondata dal territorio controllato dall'Asse; questo significava che anche loro subirono i bombardamenti alleati durante la guerra - un esempio di questi bombardamenti furono quelli subiti da Sciaffusa che fu accidentalmente bombardata da aerei americani il 1 aprile 1944, la città fu infatti scambiata per Ludwigshafen am Rhein, una città tedesca a 284 chilometri di distanza.
Questi bombardamenti misero alla prova la neutralità della Svizzera poiché mostrarono la clemenza degli svizzeri nei confronti delle violazioni dello spazio aereo da parte degli Alleati. I bombardamenti continuarono e alla fine la Svizzera dichiarò una politica di tolleranza zero verso gli aerei dell'Asse o degli Alleati e autorizzarono gli attacchi agli aerei statunitensi.
Gli svizzeri, sebbene alquanto scettici, reagirono trattando queste violazioni della loro neutralità come "incidenti". Gli Stati Uniti furono avvertiti che i singoli aerei sarebbero stati costretti a scendere e ai loro equipaggi sarebbe stato comunque permesso di cercare rifugio, mentre le formazioni di bombardieri in violazione dello spazio aereo sarebbero state intercettate. Mentre i politici e i diplomatici americani cercarono di ridurre al minimo i danni politici causati da questi incidenti, alcuni adottarono una visione più ostile. Alcuni alti comandanti affermarono che poiché la Svizzera era "piena di simpatizzanti tedeschi" (un'affermazione infondata), meritava di essere bombardata. Il generale Henry H. Arnold, comandante generale delle forze aeree dell'esercito americano, suggerì persino che fossero gli stessi tedeschi a far volare gli aerei alleati catturati sulla Svizzera nel tentativo di ottenere una vittoria propagandistica.

## 1945-presente
Dopo la seconda guerra mondiale, la Svizzera iniziò ad assumere un ruolo più attivo nelle attività umanitarie.
Entrò a far parte delle Nazioni Unite dopo un referendum svoltosi il 3 marzo 2002 (un precedente referendum tenutosi il 16 marzo 1986 aveva respinto la richiesta di adesione alle Nazioni Unite). 10 anni dopo l'adesione della Svizzera all'ONU, nei voti registrati all'Assemblea generale delle Nazioni Unite, la Svizzera occupò una posizione intermedia, schierandosi di tanto in tanto con Stati membri come Stati Uniti e Israele, ma altre volte con paesi come la Cina. Nel Consiglio per i diritti umani delle Nazioni Unite la Svizzera si è schierata molto di più con i paesi occidentali e contro paesi come Cina e Russia.
La Svizzera ha partecipato allo sviluppo del Codice di condotta internazionale per i fornitori di servizi di sicurezza privati (ICoC), inteso come meccanismo di controllo dei fornitori di servizi di sicurezza privati. Nel settembre 2015 è stata introdotta una "Legge federale sui servizi di sicurezza privata forniti all'estero", al fine di "[preservare] la neutralità svizzera", come affermato nel suo primo articolo. Richiede alle società di sicurezza private con sede in Svizzera di dichiarare tutte le operazioni svolte all'estero e di aderire all'ICoC. Inoltre, afferma che nessuna persona fisica o morale che rientri in questa legge può partecipare direttamente - o indirettamente attraverso l'offerta di servizi di sicurezza privata - a qualsiasi ostilità all'estero. Nel 2016 la Sezione dei Servizi di vigilanza privata (SPSS), organo del Dipartimento federale degli affari esteri incaricato delle procedure definite dalla nuova legge, ha ricevuto 300 richieste di approvazione.
Nel 2011 la Svizzera si è candidata a un seggio nel Consiglio di sicurezza delle Nazioni Unite nel 2023–2024. In un rapporto del 2015 richiesto dal parlamento, il governo ha affermato che un seggio svizzero nel Consiglio di sicurezza sarebbe "pienamente compatibile con i principi di neutralità e con la politica di neutralità della Svizzera". Gli oppositori del progetto come l'ex ambasciatore Paul Widmer ritengono che questo seggio "metterebbe a rischio la sua neutralità". .
Un sondaggio del 2018 ha rilevato che il 95% degli svizzeri era favorevole al mantenimento della neutralità.

### 2022: Sanzioni alla Russia
Nel 2022 la Svizzera ha imposto sanzioni contro la Russia in risposta all'invasione russa dell'Ucraina. Con tale atto, la Svizzera avrebbe violato la sua neutralità internazionale, imponendo per la prima volta nella sua storia sanzioni contro la Federazione Russa. In ogni caso, il presidente svizzero Ignazio Cassis ha affermato che la neutralità svizzera continuerà, nonostante questa decisione. Secondo la consigliera federale Viola Amherd, la Svizzera non consentirà spedizioni dirette di armi nella zona di guerra da o attraverso il suo territorio. Tuttavia, a livello pratico, molti media hanno considerato un atto del genere come una rottura di 500 anni di neutralità svizzera.
Nello stesso anno, il paese elvetico ha adottato le sanzioni stabilite dall'Unione Europea nei confronti della Russia e ha congelato molti conti bancari russi. Gli analisti hanno affermato che il contraccolpo delle sanzioni esiste e influenzerà sicuramente l'economia svizzera.

## Critiche
La neutralità svizzera è stata a volte messa in discussione, in particolare per quanto riguarda il ruolo della Svizzera durante la seconda guerra mondiale e il CICR, l'oro nazista saccheggiato (e successivamente durante l'operazione Gladio), i suoi legami economici con il regime dell'apartheid in Sud Africa e, più recentemente, nel caso di spionaggio Crypto AG.